# توتشيغي (توتشيغي)
مدينة توتشيغي (بالإنجليزية: Tochigi)‏ هي أحد المدن التابعة لمحافظة توتشيغي. تأسست رسميًا في 01/04/1937. ويقدر عدد سكانها بـ 81601 نسمة حسب تقدير مكتب الإحصاء الياباني لعام 2012. تبلغ مساحة توتشيغي 122.06 كم2. بكثافة سكانية تبلغ 669 نسمة/كم2.

## توأمة
لتوتشيغي (توتشيغي) اتفاقيات توأمة مع:
- تاكيكاوا (15 أبريل 1982 - )

## أعلام
- شينغو توميتا
- توموكو ياماغوتشي
- توشيهيكو سيكي
- يوشياكي فوجيتا
- كازوما واتانابي